# Иогансен, Вильям Юльевич
Вильям (Юлиус Эрнст Кристиан) Юльевич Иогансен (1857, Петербург — после 1917) — российский архитектор датского происхождения, автор ряда зданий в Санкт-Петербурге.

## Биография
Родился 10 (22) июля 1857 года в семье профессора Санкт-Петербургской консерватории Юлия Ивановича Иогансена (1826—1904). Датский, позже русский подданный.
С августа 1868 года по август 1874 года был учеником II реального класса и дополнительного класса реального отделения в училище при лютеранской церкви Св. Анны. С сентября 1874 года — вольнослушатель в Императорской Академии художеств, а с августа 1878 — ученик академии. За время обучения в академии получил 2 малые серебряные медали (1879, 1882); 29 октября 1883 года – большую серебряную медаль за «проект православной церкви на кладбище в уездном городе» с правом производить постройки. В 1886 году — звание классного художника 3-й степени.
Всего у Вильяма было три сестры и два брата. Одна из сестёр, Люси (Лючия), была замужем за Генрихом Генриховичем ван Гильзе ван дер Пальсом, голландским консулом, коммерческим директором резиновой мануфактуры «Треугольник» и фабрики «Скороход», а также членом совета Санкт-Петербургского учётного и ссудного банка и директором Первого российского страхового общества. По его заказу Иогансен в 1901—1902 годах строит одно из самых известных его зданий в Санкт-Петербурге — особняк Г. Г. Гильзе ван дер Пальса, который хорошо сохранился до сих пор.
Действительный член Петербургского общества архитекторов (с 1900 года). Работал в должности архитектора в Российско-американской резиновой мануфактуры «Треугольник» на Обводном канале (1910-е). Жил на улице Некрасова, 39/23 в доме собственной постройки, которым владел до 1918 года. Был женат на Терезе-Марии Францевне.

## Проекты и постройки

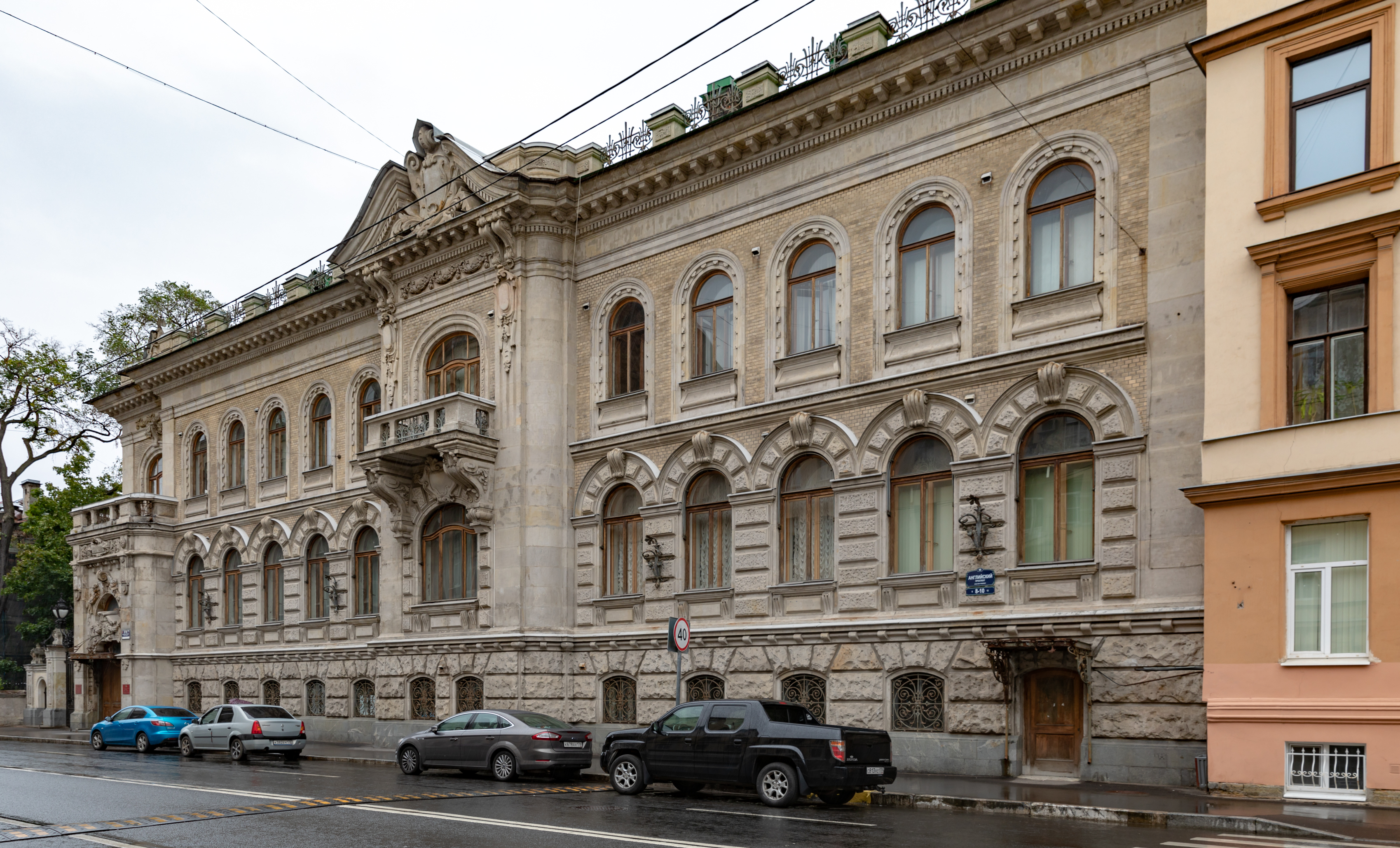
Особняк Г. Г. Гильзе фан дер Пальса.
Английский проспект, 8—10 (1901—1902)

- Дача Елисеева на Каменном острове. Набережная реки Малой Невки, 37 (1904; не сохранилась)[3];
- Собственный доходный дом. Улица Некрасова, 39/ улица Радищева, 23 (1896)[3];
- Усадьба М. Л. Отмар-Нейшеллера (перестройка). Набережная Малой Невки, 6 (1897— 1899, 1903, 1909; не сохранилась)[3];
- Доходный дом. Суворовский проспект, 54 (1899)[3];
- Доходный дом. Улица Некрасова, 41 (1901)[3];
- Особняк Г. Г. Гильзе фан дер Пальса. Английский проспект, 8—10 (1901—1902) [6][3];
- Усыпальница Лючии Гильзе ван-дер-Пальс на Новодевичьем кладбище. Московский проспект, 100 (1904)[7][3];
- Дом и кузнечно-слесарная мастерская А. О. Шульца. Малая Разночинная улица, 22 (1907)[3];
- Жилой дом товарищества Российско-Американской резиновой мануфактуры фирмы «Треугольник» (перестройка). Набережная канала Грибоедова, 34 (1910)[8];
- Здание редакции «Петербургской газеты». Улица Белинского, 5 (1913, совместно с И. П. Володихиным)[9].